# Bradynobaeninae

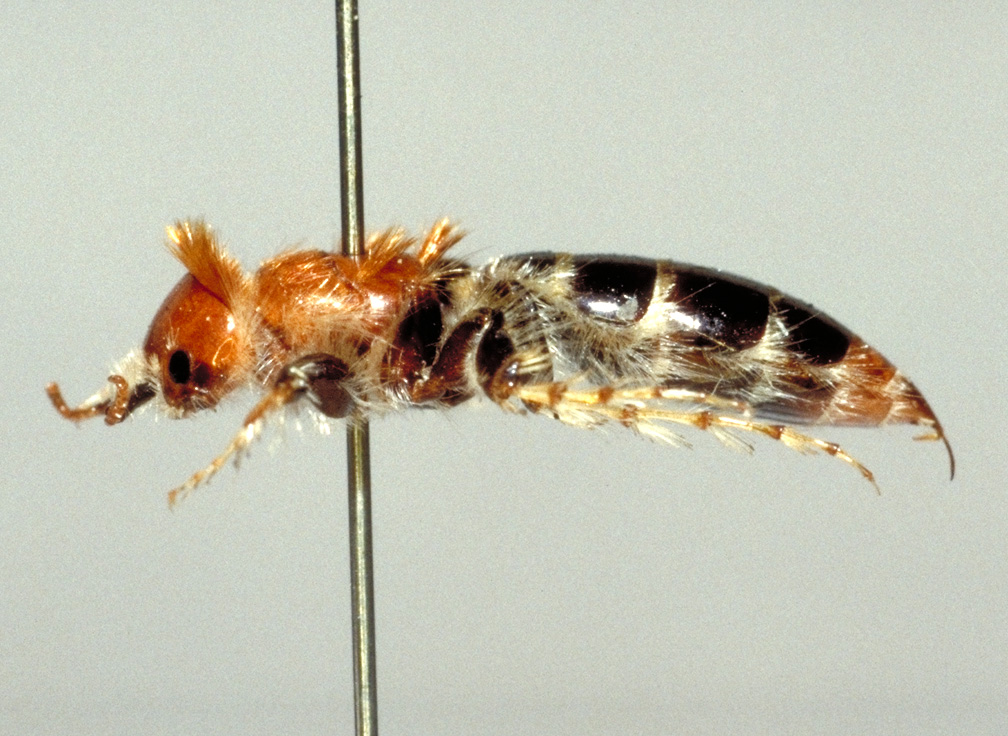
Weibchen von Bradynobaenus chubutinus (Rio Negro, Argentinien)

Die Bradynobaeninae sind eine Unterfamilie der Bradynobaenidae innerhalb der Hautflügler (Hymenoptera). Von ihnen sind lediglich 10 Arten innerhalb der Gattung Bradynobaenus bekannt. 
Ihre Verbreitung erstreckt sich ausschließlich auf Süd- und Mittelamerika. Die meist einfarbig schwarz, braun oder rötlich gefärbten Männchen sind geflügelt, während die braunen oder schwarz und rötlich gefärbten Weibchen ungeflügelt sind. Die bisher untersuchten Vertreter der Unterfamilie besitzen, wie auch die der altweltlichen Apterogyninae, kein Stridulationsorgan mehr. Einige Arten sind definitiv tagaktiv. Über ihre Lebensweise ist darüber hinaus kaum etwas bekannt.